# Etniciteit
Etniciteit is in de antropologie de sociaal-culturele identiteit van een bevolkingsgroep of volk. Deze identiteit kan ontleend worden aan factoren als een gedeelde nationaliteit, overeenkomsten in verwantschap, religie en taal, gedeelde fysieke kenmerken, een gezamenlijke geschiedenis, en de gedeelde normen en waarden die uit genoemde factoren voortvloeien.
Een gemeenschappelijk erfgoed (politiek, gebruiken, religie) en de daarop gebaseerde solidariteitsbeleving vormen de etniciteit van een bevolkingsgroep. 'Ethniciteit' komt van Grieks ethnikos, behorende tot een ethnos (volk).

## Definities van etniciteit
Etnische zelfdefinities beklemtonen zowel het uitsluitende onderscheid met andere groepen, als de verbindende, interne overeenkomsten binnen de eigen groep. Etniciteit geeft daarom ook, vaak impliciet, aan wat men niet wil zijn. Alleen zeer geïsoleerde en inmiddels nauwelijks meer voorkomende etniciteiten definiëren zichzelf als vanzelfsprekend, zonder zich daarbij af te zetten tegenover een buitenwereld van andere etniciteiten of nationaliteiten.
Etniciteit is een ingebeelde gemeenschap, wat gepaard gaat met enige mythevorming die aangeboren kenmerken veronderstelt.
Eind twintigste eeuw is het statisch definiëren van etnische groepen of etniciteiten, op basis van onderscheidende culturele eigenschappen in onbruik geraakt. Er wordt sindsdien meer de nadruk gelegd op de dynamische relaties tussen etnische groepen (inter-group relations), en de etnische grenzen die door de verschillende etnische groepen ervaren en gehanteerd worden (ethnic boundaries: verschillen tussen 'wij' en 'zij'). Verschillen tussen etnische groepen zijn namelijk soms moeilijk te herleiden tot culturele kenmerken, omdat etnische groepen elkaar altijd wederzijds beïnvloeden (acculturatie).

## Etniciteit in taal, religie en ras
Als regel heeft iedere etniciteit een eigen taal als gemeenschappelijk medium en identiteitskenmerk ontwikkeld, hoewel een al bestaande gemeenschappelijke taal ook juist als uitgangspunt voor de vorming van etnische identiteit kan hebben gediend. Soms onderscheidt een etniciteit zich primair door religie en is deze de bron dan wel de uitkomst van etnische identiteitsvorming. In de westerse moderne tijd zijn de Ieren een voorbeeld die tegelijk met het verlaten van hun eigen Ierse taal en hun keuze voor het Engels, hun rooms-katholieke religie voor hun identiteit bepalend lieten worden. Voor Joden was het Hebreeuws een theologisch en symbolisch medium maar geen communicatiemedium in het dagelijks leven van de gemeenschap, die of Jiddisch of Ladino sprak en in de moderne tijd in toenemende mate de nationale staatstaal. Het komt ook voor dat bepaalde sociale en beroepsgroepen zich als etniciteit hebben ontwikkeld, of andersom dat bepaalde etniciteiten vanuit specifieke beroepsgroepen of sociale lagen ontstonden. Zo kan ook een ras bepalend zijn geworden voor etniciteit, maar dan als afgeleide, namelijk door selectie binnen de groep, en zelden als oorzaak van het ontstaan van de groep. Ras kan zowel in metafysische zin, zoals in het geval van de Joden, als in objectief-fysische zin, zoals in het geval van negroïden en gekleurden in de westerse wereld, bepalend worden. Ten slotte kunnen deze kenmerken, en dan elkaar versterkend, tegelijk voorkomen. De componenten van racisme en etniciteit verhouden zich in een relatie van dynamische spanning. De begrippen etniciteit en nationaliteit liggen in elkaars verlengde en veel negentiende-eeuwse etniciteiten hebben zich politiek geëmancipeerd tot natie, dat wil zeggen nationaliteiten met een soevereine staat als politiek en cultureel tehuis.
Het is in Nederland gebruikelijk om de reikwijdte van het begrip etnisch als een administratieve categorie te beperken tot de identiteit van immigranten en hun nakomelingen uit de voormalige Afrikaanse en Aziatische kolonies. Daarmee is het begrip etniciteit bureaucratisch versmald tot van oorsprong buitenlander afkomstig uit de niet-westerse wereld en wijkt het begrip af van de betekenissen die buiten Nederland gelden. De wetenschappelijke waarde van een begrip met zoveel variatie is gering en het gebruik ervan vereist telkens opnieuw een nadere definiëring om geen verwarring te scheppen. Inmiddels is deze definitie niet meer exclusief in gebruik maar heeft zich een nieuwe definitie aangediend in het koppelbegrip etnisch nationalisme dat een vorm van nationalisme wil aangeven die zich niet primair op staatsburgerschap maar op volksgemeenschap baseert en daarmee de nationale grenzen relativeert. Overigens heeft etnisch nationalisme recent een negatieve klank gekregen als een rechtsgrond op basis van de eigen volksgroep met uitsluiting van degenen die daar niet toe behoren.
Het begrip etnisch is dus dynamisch en veranderlijk en moet kritisch geïnterpreteerd worden in de tijd waarin het werd en wordt gebruikt.

## Relatie met nationaliteit
Nationaliteit en etniciteit komen vaak overeen en worden daarom vaak verward, maar beide concepten hebben toch een duidelijk verschil. Ze zijn het beste te begrijpen als op elkaar aansluitende dus gefaseerde begrippen. Nationalisme was een beweging die in de negentiende eeuw opkwam en werd geleid door een intellectuele elite. Voor haar was de moderne nationaliteit de basis van een modern staatsburgerschap. Zij wilden de verschillende culturen of etniciteiten en de verschillende sociale lagen binnen de staatsgemeenschap verbroederen en homogeniteit bewerkstelligen met het verspreiden van één (nationale) standaardtaal en één historische identiteit. Op grond daarvan zouden zich vervolgens onderlinge herkenning en solidariteit kunnen ontwikkelen als voorwaarden voor een democratische, uitdrukkelijk nationale, rechtsstaat. In wezen was het de dominante etniciteit binnen de staat die zich tot die overkoepelende nationaliteit ontwikkelde waarin vervolgens andere etniciteiten geabsorbeerd werden.

### Frankrijk
De ontwikkeling van de heterogene bevolking van Frankrijk tot la grande nation is daarvan het voorbeeld. Vanuit het Île-de-France werden de regio’s vanaf de vijftiende eeuw in één staatkundig verband - niet zonder dwang en geweld - geharmoniseerd. In dit grotere Frankrijk vond eerst een adellijke elite elkaar, en vervolgens kwam in achttiende eeuw een burgerlijke nationale elite naar voren die de adel onttroonde en in de Franse Revolutie de Fransman schiep als de citoyen: de bewuste staatsburger die in een gelijkwaardige positie aan het politieke proces van de staat ging nemen. Deze Fransman werd zelfs als universeel model gezien voor de politiek geëmancipeerde individu en de Franse revolutionairen beschouwden daarom alle mede-revolutionairen in de buurlanden in die zin ook als Fransen en in de verovering van de naburige staten zagen zij daarom geen bezetting, maar een bevrijding. Dit Franse universalisme was dubbelzinnig en kon daarom geen stand houden en de democratische emancipatie zou in de negentiende eeuw in elke Europese staat een eigen nationaal programma gaan volgen.

### Midden-Europa
In 1919, na de Eerste Wereldoorlog en de ontbinding van de multinationale staten, met name het Oostenrijks-Hongaarse rijk, kregen de nationaliteiten in Midden-Europa een eigen staat en werden zij staatsnaties die het succesvolle programma van het ontstaan van de Franse natie en vervolgens van de andere West-Europese staten gingen navolgen, maar dat leidde voorlopig tot een veelvoud van elkaar uitsluitende en bestrijdende nationalismen en was mede een oorzaak van het uitbreken van de Tweede Wereldoorlog. De nieuwe nationale staten kregen niet de tijd om de verschillende etnische componenten in een vreedzaam proces op te nemen in de ene natie maar pasten onderdrukking en geweld toe om ze daartoe te dwingen. Na 1945 streefden de bevrijde staten ernaar om etniciteiten die zich nationaal niet wilden laten assimileren in die ene en staatseenheid garanderende staatsnatie te verwijderen van hun staatsgebied: enkele tientallen miljoenen Midden- en Oost-Europeanen werden toen etnisch dan wel nationaal gezuiverd door ze over de nationale staatsgrenzen te drijven. Daaronder bevonden zich circa 15 miljoen Duitsers en Duitstaligen en 2,5 miljoen Polen.
Een voorbeeld waarbij het Franse model mislukte is Hongarije. Het Habsburgse Koninkrijk Hongarije slaagde er in de negentiende eeuw in om zowel etnische Hongaren (Magyaren) als Szeklers (een bevolkingsgroep in Transsylvanië sinds 1920 deel van de Hongaarse minderheid in Roemenië) tot één moderne natie te hervormen. Maar dat betrof dan niet meer dan de helft van de totale staatsbevolking. Deze natie stond open voor alle staatsburgers die zich aan de Hongaarse taal en cultuur wilden conformeren. Inderdaad namen grote delen van de bovenlagen van tal van andere volken die in dit koninkrijk leefden - Slowaken, Duitsers, Joden, Roemenen - de Hongaarse taal en cultuur en dus identiteit over, met name na ca. 1860. Hun eigen onderwijs werd sindsdien gaandeweg vervangen door Hongaars onderwijs. Zij werden aldus nationale Hongaren. Deze verdere ontwikkeling van de Hongaarse natie riep weerstand op bij de delen van de etniciteiten die zich nationaal op eigen wijze wilden emanciperen. Deze ontwikkeling werd definitief een halt toegeroepen door de ontbinding van het Hongaarse koninkrijk en de verdeling van haar grondgebied over nieuwe nationale staten in het Verdrag van Trianon, in 1919. Een bijzondere etnische groep waren de Csángó's die eeuwenlang in Roemenië, over de staatsgrens van het Hongaarse Rijk, leefde. Zij werden geroemeniseerd hoewel in laatste jaren banden tussen de Csángó's en de Hongaren zijn aangehaald met het oogmerk om onder hen alsnog een nationaal Hongaars nationaal bewustzijn te wekken. Voor de overige Hongaren die in 1920 minderheden werden omdat hun woongebied werd toegewezen aan de nieuwe nationale staten Slowakije, Servië en Roemenië (Transsylvanië), geldt dat zij aanspraak deden en blijven doen op een Hongaarse nationaliteit en dus geen etnische maar nationale minderheden vormen. In recente tijd heeft Hongarije hun nationaliteit geformaliseerd door hen de gelegenheid te geven ook een Hongaars paspoort aan te vragen en emigratie naar Hongarije te faciliteren. In de betrokken staten wordt zo'n dubbele nationaliteit dan weer afgewezen.
Het spanningsveld tussen nationaliteit en etniciteit dat in het staatsvormingsproces tussen 1919 en 1945 gewelddadig werd opgelost, ging gepaard met grootschalige etnische en nationale zuiveringen naast daarmee verbandhoudende staatsgrenswijzigingen. Zie etnische zuiveringen en www.pietervanderplank.nl gebaseerd op een dissertatie uit 2004.

### Nederland
In het geval van Nederland hebben de Friezen het langst een etnisch karakter behouden en dat bewust willen vormgeven met wat genoemd werd de Friese Beweging. De meeste Friezen gingen zich echter na de oprichting van het Koninkrijk der Nederlanden als etniciteit onderdeel van de moderne Nederlandse natie voelen. Het vormgeven van de politieke identiteit van een Friese natie bleef die van een minderheid, waarnaast op een breder grondvlak wel een Friese etniciteit bleef bestaan als een regionaal-culturele identiteit, die zich met name uitte in het gebruik en de cultivering van een eigen (standaard-)taal en het streven naar behoud van culturele en landschappelijke eigenheid.
Na de oprichting van het Koninkrijk der Nederlanden hebben vele rooms-katholieken in de zuidelijke provincies zich lange tijd afgewend van de ontwikkeling van een Nederlandse natie. Deze religieuze etniciteit, die zich in de eeuw van Verzuiling (1850-1960) als een eigen religieuze identiteit vormde met eigen maatschappelijke instituties, naast en tegenover de algemene publieke instellingen. Het verzet tegen de militaire mobilisering, met name in Noord-Brabant en Limburg, in het land van Maas en Waal, de Liemers en Twente, voor de bestrijding van de Belgische opstandelingen na 1830, is daarvan een voorbeeld. Vervolgens kwam dat tot uitdrukking in de jaren 1860 toen Nederlanders zich aanmeldden als vrijwilliger voor het leger van de Pauselijke Staat die zich verzette tegen de Italiaanse staatkundige eenwording: de Pauselijke Zoeaf. Katholiek-intellectuele kringen konden niet meegaan in de beperkende definitie van een calvinistische nationale identiteit en verbreedden die identiteit tot een Groot-Nederlandse. Zij grepen daarmee terug op de gezamenlijke geschiedenis met de zuidelijke Nederlanden (Vlaanderen) van voor de Reformatie. De katholieke elite in Holland nam toch het voortouw bij de integratie als een katholiek-religieuze etniciteit binnen de Nederlandse natie. Hierin wordt duidelijk dat het Nederlandse natiebegrip nooit een eenduidig concept werd maar gelaagd bleef. Het bestond uit verschillende elkaar sceptisch of zelfs vijandig bejegenende varianten. Dit heeft de Nederlandse nationale identiteit een veel losser karakter gegeven dan de nationale identiteiten van andere landen zoals met name Engeland, Duitsland en Frankrijk, waar zij binnen hun nationale kader strakker geregisseerd werden via onderwijs, media en politieke partijvorming en godsdienst. Met name in Duitsland gaf dat problemen in de vorm van de Kulturkampf.
Na de komst van grote groepen arbeidsmigranten uit met name Marokko en Turkije naar Nederland richtte de discussie zich meer op de positie van mensen met een Marokkaanse of Turkse afkomst. Dit kan mede verklaard worden door fysieke en religieuze verschillen tussen deze bevolkingsgroepen en andere Nederlanders. Veel van deze  arbeidsmigranten en hun nakomelingen kiezen voor het aanhouden van de Marokkaanse of Turkse etnische identiteit. Verscheidene factoren dragen bij aan het uitvergroten van verschillen. Een van de effecten is dat 40% van de autochtone bevolking niet positief denkt over Marokkanen en diverse maatschappelijke problemen wijt aan hun aanwezigheid. Een dergelijk hoog percentage komt bij geen enkele andere bevolkingsgroep voor. De oorzaak hiervan is niet geheel duidelijk, maar ligt waarschijnlijk niet of slechts ten dele bij het gedrag van de Marokkaanse bevolkingsgroep zelf. Het effect van dit negatieve oordeel treft ook de Turkse bevolkingsgroep, de andere grote etnische minderheid. Sommigen pleiten ervoor Nederland te ‘zuiveren’ van deze etnische groepen en roepen op tot openlijke discriminatie. De Marokkaanse of Turkse identiteit wordt door deze voor hen negatieve ontwikkelingen versterkt.

### Vlaanderen
De Vlamingen behoren tot de Nederlandse taal-etniciteit in België, terwijl zij formeel deel uitmaken van de Belgische natie. Nederlands is in dit geval een culturele identiteit en niet identiek met de Nederlandse staatsburgerlijke nationaliteit en past zo beter in het Groot-Nederlandse concept. Dat de cultuur- en standaardtaal van de Vlamingen Nederlands is, maakt hen dus nog niet tot Nederlanders, maar tot een Vlaamse etniciteit, gekenmerkt door de Nederlandse standaardtaal die gebruikt wordt naast de Vlaamse streektalen als spreektaal. Na de stichting van het Koninkrijk België waren deze Vlaamse identiteit en ook de Nederlandse taal ondergeschikt gemaakt aan de Belgische nationaliteit die zich primair in het Frans uitdrukte. Die Belgische nationale identiteit is sinds enkele decennia minder zichtbaar en de Vlaamse etniciteit heeft zich juist in nationale richting tot pseudo-nationaliteit geëmancipeerd. En op grond van verkiezingsuitslagen mag verondersteld worden dat een aanzienlijk aantal Vlamingen zich nog nationale Belg voelt, waarmee zij dat natiebegrip dan ontkrachten. Het grootste deel neemt echter een middenpositie in, naast een deel dat primair zijn Belgische nationale identiteit wil blijven benadrukken. Vroeger waren het vooral de franskiljons, verfranste Vlamingen uit hogere milieus, die de Belgische nationale identiteit in Vlaanderen beleefden, maar in recente tijd zijn het politiek links en kosmopolitisch georiënteerde Vlamingen die hun Belgische nationale identiteit bevestigen als een staatsburgerlijk protest tegen wat zij ervaren als een etnisch-nationalistische invulling van de meerlagige Vlaamse identiteit.

## Antropologische visies van Barth en Eriksen
Antropoloog Fredrik Barth gaf in zijn invloedrijke werk Ethnic Groups and Boundaries, The Social Organization of Culture Difference een benadering van etniciteit waarin etnische groepen zelf categorieën van ascriptie en identificatie zijn en dus het kenmerk hebben interactie tussen mensen te organiseren. Alle andere kenmerken van etnische groepen moeten aan dit eerste kenmerk gerelateerd worden. Hoofdzaak bij een onderzoek naar etnische groepen moet niet de samenstelling van de groepen zijn en hun geschiedenis, maar de etnische grenzen en het handhaven van die grenzen. Volgens Barth is het een misvatting te stellen dat de cultuurdragende eigenschap van een etnische groep hun voornaamste kenmerk is.
Antropoloog Thomas Eriksen legde uit waarom ascriptie en identificatie zo belangrijk zijn:
Deze benadering van etniciteit bepleit een focus op dat wat 'sociaal effectief' is in interetnische relaties. Barth bekijkt de etnische groep voornamelijk in termen van sociale organisatie. Daaruit volgt dat etnische groepen gedefinieerd moeten worden van binnenuit, vanuit het perspectief van haar leden. [...] Barth definieert etniciteit als categoriale ascripties die individuen classificeert op basis van hun 'basisidentiteit'. Omdat lidmaatschap van een etnische groep door de leden zélf moet worden erkend om sociaal effectief te zijn, is dit criterium cruciaal voor Barth.
(This approach to ethnicity advocates a focus on that which is ‘Socially Effective’ in inter-ethnic relations, and Barth regards the ethnic group chiefly in terms of social organisation. It follows that ethnic groups must be defined from within, from the perspective of their members. [...] Barth defines ethnicity as categorical ascriptions which classify individuals in terms of their 'basic, most general identity'. Since ethnic membership must be acknowledged by the agents themselves in order to be socially effective, this is the crucial criterion for Barth.)
Beide wetenschappers zijn typisch voor de anglo-amerikaanse benaderingswijze, die zich sinds het einde van de negentiende eeuw richtte op pre-moderne volken, met name die in de gekolonialiseerde Derde Wereld. Deze, ook wel antropologie genoemde, wetenschap is echter niet goed toepasbaar op de etniciteit in Europa. Om de historische betekenis van etniciteit in de Europese verhoudingen te kunnen begrijpen, moet een uitgangspunt gezocht worden in de filosofische benadering van Johann Gottfried Herder. In recente tijd is het begrip etnisch losgemaakt uit de historische context door sommige kringen die het tot een doelwit van maakten in hun streven naar taalzuivering. Maar dan wel door het in zijn betekenis te verengen tot culturen en identiteiten uit, wat vroeger werd aangeduid als, de Derde Wereld. En door die betekenis vervolgens met een negatieve waardering te verbinden. Echter, wanneer het gebruik van etniciteit ook in historische en algemene zin als niet meer gepast wordt gediskwalificeerd, zal voor de in dit lemma beschreven verschijnselen een feitelijke begripsaanduiding wegvallen.